# Cheny
Cheny é uma comuna francesa na região administrativa de Borgonha-Franco-Condado, no departamento de Yonne. Estende-se por uma área de 9,73 km². Em 2010 a comuna tinha 2 463 habitantes (densidade: 253,1 hab./km²).